# Niviventer fraternus
Niviventer fraternus — вид пацюків (Rattini), ендемік західної Суматри, Індонезія.

## Морфологічна характеристика
Довжина голови й тулуба 162 мм, довжина хвоста 231 мм, довжина лапи 32.5 мм. Хутро усипане довгими чорними колючими волосками, спинна частина темно-коричнювато-жовта, а черевна частина білувата з палево-жовтуватою плямою на грудях. Зовнішня сторона ніг білувата. Хвіст значно довший за голову і тіло, зверху темний, а знизу світліший.

## Середовище проживання
Мешкає в первинних гірських лісах на висоті від 1250 до 3500 метрів над рівнем моря.